# Courant calcique de type L
Le courant ionique de type L est un courant calcique à "charge longue" (en anglais long lasting). Il s'inactive lentement. Il est impliqué dans la génération de potentiel d'action dans les dendrites et dans la transmission synaptique.
On retrouve 4 protéines-canal capable de générer ce courant ionique: 
Cav1.1 (majoritairement dans les muscles squelettiques), Cav1.2 (les muscles cardiaques, les muscles lisses, glande pituitaire, et les glandes surrénales), Cav1.3 (cerveau, pancréas, rein, ovaires et cochlée), Cav1.4 (dans la rétine).
Cav 1.1 a été le premier canal calcique de type L à avoir été cloné. Ce canal contient 5 sous-unités : α, β, γ, et α2δ qui concerne l'association de deux-unités entre elles.